# 多斯帕特水庫

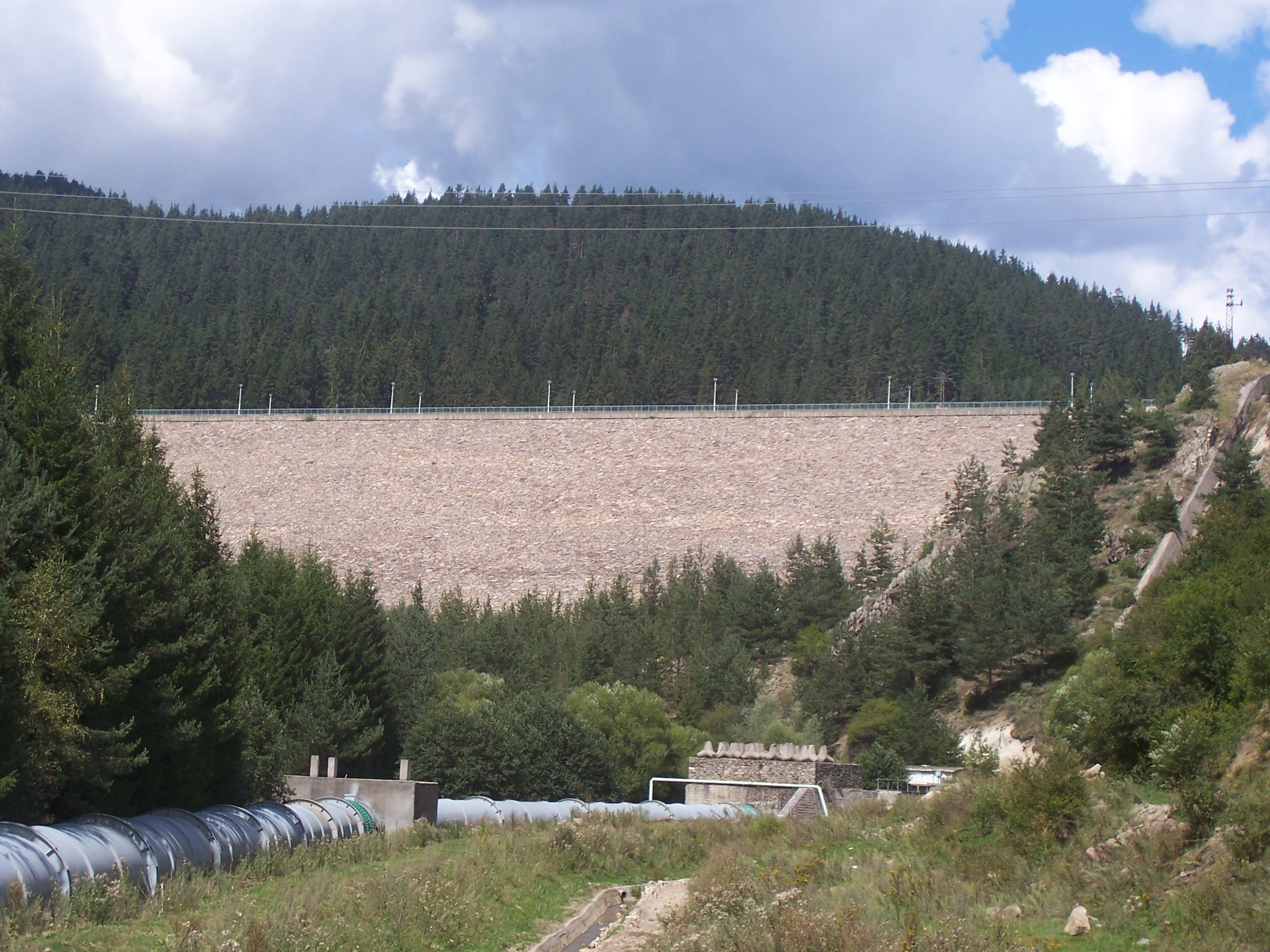

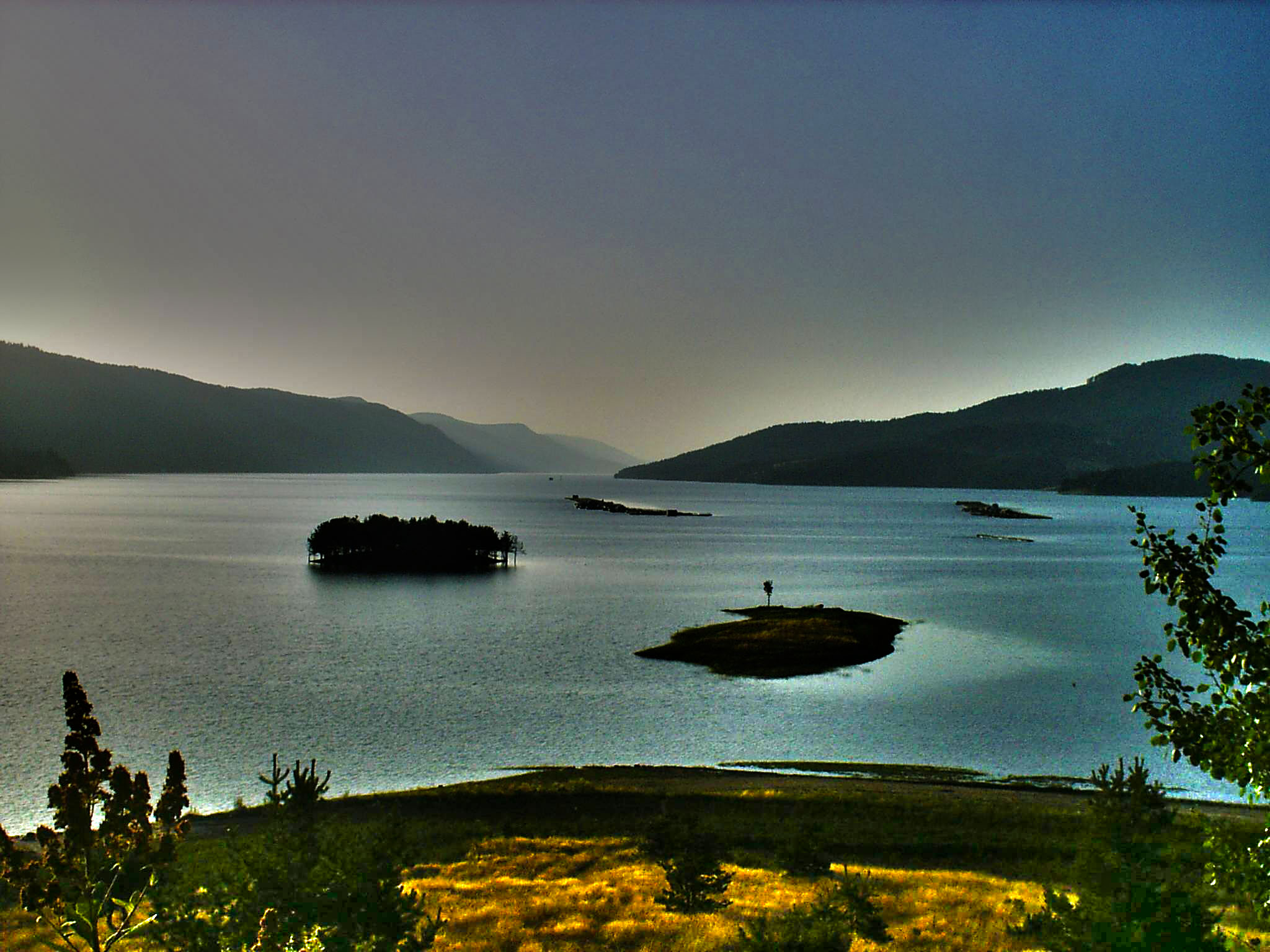

多斯帕特水庫是保加利亞的水庫，位於洛多皮山脈西部，長19公里、寬3公里，面積18.3平方公里，集水區面積432平方公里，蓄水量4.5億立方米，最大水深58米。

## 外部連結
- Pictures from the Rhodopes and Dospat dam （页面存档备份，存于）
- Photos of Dospat on TrekEarth （页面存档备份，存于）